# Silvia Fernández de Gurmendi
Silvia Alejandra Fernández de Gurmendi (sinh ngày 24 tháng 10 năm 1954) là một luật sư, nhà ngoại giao và thẩm phán người Argentina. Bà là một thẩm phán tại Tòa án Hình sự Quốc tế (ICC) kể từ ngày 20 tháng 1 năm 2010 và là Chủ tịch ICC từ tháng 3 năm 2015 đến tháng 3 năm 2018. Bà được bầu làm chủ tịch nhiệm kỳ ba năm và phục vụ cho đến tháng 3 năm 2018.

## Học vấn
Fernández học luật tại các trường đại học Córdoba và Limoges, và lấy bằng tiến sĩ tại Đại học Buenos Aires.

## Sự nghiệp
Fernández được đào tạo như một nhà ngoại giao từ năm 1987 đến năm 1988, và tham gia công việc ngoại giao vào năm 1989. Năm 2006, bà trở thành Tổng giám đốc Nhân quyền trong Bộ Ngoại giao.

### Thẩm phán Tòa Hình sự quốc tế, 2010 đến hiện tại
Fernández được bầu làm thẩm phán tại ICC vào ngày 18 tháng 11 năm 2009. Trong thời gian làm thẩm phán, bà thường xuyên đưa ra ý kiến bất đồng hoặc một phần bất đồng trong các vụ hồ sơ cao cấp, bao gồm cả việc phản đối việc mở cuộc điều tra ICC tại Côte d'Ivoire năm 2011. Bà là thẩm phán chủ tịch khi ICC bác bỏ yêu cầu hủy bỏ lệnh bắt giữ quốc tế Saif al-Islam Gaddafi của Lybia, phán quyết rằng chính phủ Libya vẫn chưa có khả năng tự mình tổ chức một phiên tòa công bằng và theo luật pháp quốc tế thì phiên tòa có nghĩa vụ được giao cho ICC.

## Một số công trình chọn lọc
- Mit Håkan Friman: The rules of procedure and evidence and the regulations of the court. In: Jose Doria (Hrsg.): The legal regime of the International Criminal Court: essays in honour of Professor Igor Blishchenko; in memoriam Professor Igor Pavlovich Blishchenko (1930-2000). Nijhoff, Leiden 2009, ISBN 978-90-04-16308-9978-90-04-16308-9, S. 797–824.
- An insider's view. In: Mauro Politi (Hrsg.): The international criminal court and the crime of aggression. Aldershot, Ashgate 2004, ISBN 0-7546-2362-90-7546-2362-9, S. 175 ff.
- Mit Håkan Friman: The rules of procedure and evidence of the International Criminal Court. In: T.M.C. Asser Instituut, Institute for Private and Public International Law, International Commercial Arbitration and European Law: Yearbook of international humanitarian law. Bd. 3, 2000, ISSN 1389-1359, S. 289–336.